# 일리야 일린
일리야 알렉산드로비치 일린(러시아어: Илья́ Алекса́ндрович Ильи́н, 1988년 5월 24일~)은 카자흐스탄의 은퇴한 역도 선수이다. 세계 역도 선수권 대회에서 금메달 4개, 아시안 게임에서 금메달 2개를 획득했으며 4차례(2005년, 2006년, 2014년, 2015년)에 걸쳐 국제 역도 연맹(IWF)으로부터 올해의 남자 역도 선수로 선정되기도 했다. 하계 올림픽에서는 금메달 2개를 획득했지만 2016년에 실시된 국제 올림픽 위원회(IOC)의 도핑 샘플 재검사에서 금지 약물 가운데 하나인 스테로이드 성분이 검출되면서 모두 박탈당했다.

## 경력

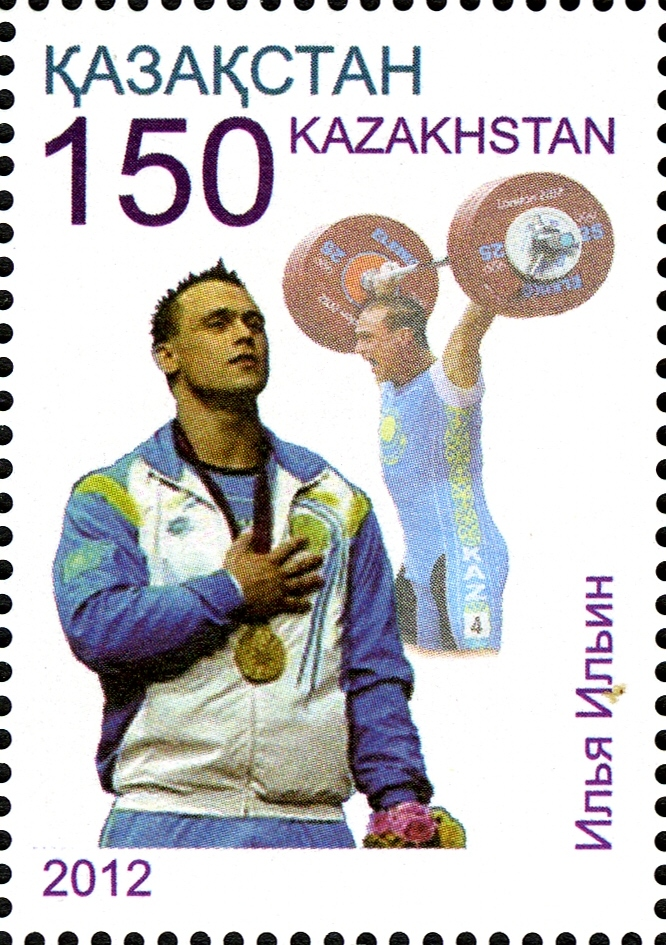
2013년 카자흐스탄에서 발매된 우표에 그려진 일리야 일린

키질로르다 출신인 일린은 대한민국 부산에서 열린 2005년 세계 주니어 역도 선수권 대회 85kg급에서 합계 374kg(인상 168kg, 용상 206kg)을 들어올려 벨라루스의 바짐 스트랄초우와 러시아의 로만 하맛신을 꺾고 1위를 차지했다. 같은 해에 카타르 도하에서 열린 2005년 세계 역도 선수권 대회 85kg급에서도 합계 386kg(인상 170kg, 용상 216kg)을 들어올려 중화인민공화국의 루융과 러시아의 아슬람베크 예디예프를 누르고 종합 1위를 차지했다. 중화인민공화국 항저우에서 열린 2006년 세계 주니어 역도 선수권 대회 94kg급(합계 401kg, 인상 176kg, 용상 225kg, 벨라루스의 안드레이 아람나우, 러시아의 바르탄 쿠카샨를 꺾고 우승), 도미니카 공화국 산토도밍고에서 열린 2006년 세계 역도 선수권 대회 94kg급(합계 392kg, 인상 175kg, 용상 217kg, 폴란드의 시몬 코웨츠키, 러시아의 로만 콘스탄티노프를 꺾고 우승)에서 모두 우승을 차지했다. 카타르 도하에서 열린 2006년 아시안 게임 역도 94kg급에서는 합계 397kg(인상 171kg, 용상 226kg)을 기록하여 대한민국의 이응조와 중화 타이베이의 셰웨이쥔을 꺾고 금메달을 차지했고 같은 해에 국제 역도 연맹(IWF)으로부터 올해의 남자 역도 선수로 선정되는 영예를 안았다.
일린은 중국 베이징에서 열린 2008년 하계 올림픽 역도 94kg급에 출전하여 합계 406kg(인상 180kg, 용상 226kg)을 들어올리면서 폴란드의 코웨츠키와 러시아의 하지무라트 아카예프를 누르고 금메달을 획득했으며 중국 광저우에서 열린 2010년 아시안 게임 역도 94kg급에서도 합계 394kg(인상 175kg, 용상 219kg)을 들어올리면서 이란의 아스가르 에브라히미와 대한민국의 김민재를 꺾고 금메달을 획득했다. 프랑스 파리에서 열린 2011년 세계 역도 선수권 대회 94kg급에서도 합계 407kg(인상 181kg, 용상 226kg)을 들어올리면서 우크라이나의 아르템 이바노우와 이란의 사이드 모함마드푸르를 꺾고 금메달을 획득했다.
일린은 2012년 영국 런던에서 열린 2012년 하계 올림픽 역도 94kg급에서 합계 418kg(인상 185kg, 용상 233kg)을 들어올리면서 러시아의 알렉산드르 이바노프와 몰도바의 아나톨리에 크르쿠를 누르고 금메달을 획득했는데 용상과 합계에서 세계 신기록과 올림픽 신기록을 세우기도 했다. 또한 2012년 11월 8일에는 아시아 올림픽 평의회(OCA)로부터 카자흐스탄의 역도 선수인 줄피야 친샤늘로, 카자흐스탄의 육상 선수인 올가 리파코바와 함께 2012년 올해의 아시아 선수로 선정되는 영예를 안았다. 카자흐스탄 알마티에서 열린 2014년 세계 역도 선수권 대회 105kg급에서 합계 432kg(인상 190kg, 용상 242kg)을 들어올리면서 우즈베키스탄의 루슬란 누루디노프와 러시아의 다비트 베자냔을 누르고 우승을 차지했다. 2015년에는 러시아 그로즈니에서 열린 IWF 그랑프리 105kg급에서 합계 437kg(인상 191kg, 용상 246kg)을 들어올려 같은 국가의 알렉산드르 자이치코프와 러시아의 티무르 나니예프를 꺾으며 우승을 차지했고 세계 신기록을 세우기도 했다. 또한 국제 역도 연맹으로부터 2015년 올해의 남자 역도 선수로 선정되는 영예를 안았다.
국제 역도 연맹은 2016년 6월에 2008년 베이징 하계 올림픽, 2012년 런던 하계 올림픽에 참가했던 역도 선수들의 도핑 샘플을 재검사하던 과정에서 일린의 샘플에서 근육을 강화하는 스테로이드 성분의 금지 약물 가운데 하나인 스타노졸롤 양성 반응이 나왔다고 밝혔다. 2016년 11월 25일에는 국제 올림픽 위원회(IOC)가 일린이 획득했던 2개의 올림픽 금메달을 모두 박탈하기로 결정했다. 이후 도핑으로 인해 선수 자격이 정지되었다가 2018년에 복귀하였다. 같은 해에 투르크메니스탄의 아시가바트에서 열린 2018년 세계 역도 선수권 대회와 도하에서 열린 IWF 그랑프리에 참가하였으나 두 대회 모두 기권했다.
2019년 4월에는 중화인민공화국 닝보에서 열린 2019년 아시아 역도 선수권 대회에 참가하여 합계 345kg(인상 160kg, 용상 185kg)의 기록으로 5위를 기록했다. 이후 6월에 영국 코번트리에서 열린 영국 역도 협회 주관 국제 역도 대회에서 종합 350kg(인상 165kg, 용상 185kg)을 기록하여 우크라이나의 키릴 프로호우의 뒤를 이어 2위에 올랐다. 이후에 7월에 일본 도쿄에서 열린 국제 친선 대회에서 8위(합계 365kg, 인상 165kg, 용상 200kg), 9월에 태국 파타야에서 열린 2019년 세계 역도 선수권 대회에서 13위(합계 363kg, 인상 168kg, 용상 195kg)를 기록하는 등 입상과는 거리가 먼 성적을 냈고, 12월에 도하에서 열린 IWF 그랑프리에서는 종합 365kg(인상 165kg, 용상 200kg)을 기록하며 5위로 대회를 마쳤다.
2020년 5월 은퇴를 선언하며 선수 생활을 마무리했고, 고향인 키질로르다의 시 체육 담당 부서장에 임명되었다.

## 수상

### 수훈
- 조국훈장(2012년)
- 표범 훈장 1등급(2008년)
- 쿠르메트 훈장(2011년)